# Subilla artemis
Subilla artemis är en halssländeart som först beskrevs av H. Aspöck och U. Aspöck 1971.  Subilla artemis ingår i släktet Subilla och familjen ormhalssländor. Inga underarter finns listade i Catalogue of Life.